# (69961) Millosevich
Millosevich (asteroide n.º 69961) es un asteroide de la cinturón principal, a 1,7854475 UA. Posee una excentricidad de 0,0683785 y un período orbital de 969,04 días (2,65 años).
Millosevich tiene una velocidad orbital media de 21,51488085 km/s y una inclinación de 17,87022º.
Este asteroide fue descubierto en 15 de noviembre de 1998 por Piero Sicoli y Francesco Manca. Es nombrado así en honor al astrónomo Elia Millosevich.